# Major League Baseball 2010
Sezóna MLB 2010 začala 4. dubna 2010 a skončila 1. listopadu 2010. Vítězem Světové série se stal tým San Francisco Giants.

## Základní část

### Americká liga
| Tým               | Z   | V  | P  | %    | doma    | venku   |
| ----------------- | --- | -- | -- | ---- | ------- | ------- |
| Tampa Bay Rays    | 162 | 96 | 66 | 59,3 | 49 – 32 | 47 – 34 |
| New York Yankees  | 162 | 95 | 67 | 58,6 | 52 – 29 | 43 – 38 |
| Boston Red Sox    | 162 | 89 | 73 | 54,9 | 46 – 35 | 43 – 38 |
| Toronto Blue Jays | 162 | 85 | 77 | 52,5 | 45 – 33 | 40 – 44 |
| Baltimore Orioles | 162 | 66 | 96 | 40,7 | 37 – 44 | 29 – 52 |

| Tým                | Z   | V  | P  | %    | doma    | venku   |
| ------------------ | --- | -- | -- | ---- | ------- | ------- |
| Minnesota Twins    | 162 | 94 | 68 | 58,0 | 53 – 28 | 41 – 40 |
| Chicago White Sox  | 162 | 88 | 74 | 54,3 | 45 – 36 | 43 – 38 |
| Detroit Tigers     | 162 | 81 | 81 | 50,0 | 52 – 29 | 29 – 52 |
| Cleveland Indians  | 162 | 69 | 93 | 42,6 | 38 – 43 | 31 – 50 |
| Kansas City Royals | 162 | 67 | 95 | 41,4 | 38 – 43 | 29 – 52 |

| Západní divize \| Tým \| Z \| V \| P \| % \| doma \| venku \| \| ------------------ \| --- \| -- \| --- \| ---- \| ------- \| ------- \| \| Texas Rangers \| 162 \| 90 \| 72 \| 55,6 \| 51 – 30 \| 39 – 42 \| \| Oakland Athletics \| 162 \| 81 \| 81 \| 50,0 \| 47 – 34 \| 34 – 47 \| \| Los Angeles Angels \| 162 \| 80 \| 82 \| 49,4 \| 43 – 38 \| 37 – 44 \| \| Seattle Mariners \| 162 \| 61 \| 101 \| 37,7 \| 35 – 46 \| 26 – 55 \| |     |    |     |      |         |         |
| Tým | Z   | V  | P   | %    | doma    | venku   |
| Texas Rangers | 162 | 90 | 72  | 55,6 | 51 – 30 | 39 – 42 |
| Oakland Athletics | 162 | 81 | 81  | 50,0 | 47 – 34 | 34 – 47 |
| Los Angeles Angels | 162 | 80 | 82  | 49,4 | 43 – 38 | 37 – 44 |
| Seattle Mariners | 162 | 61 | 101 | 37,7 | 35 – 46 | 26 – 55 |

### Národní liga
| Tým                   | Z   | V  | P  | %    | doma    | venku   |
| --------------------- | --- | -- | -- | ---- | ------- | ------- |
| Philadelphia Phillies | 162 | 97 | 65 | 59,9 | 54 – 30 | 43 – 35 |
| Atlanta Braves        | 162 | 91 | 71 | 56,2 | 56 – 25 | 35 – 46 |
| Florida Marlins       | 162 | 80 | 82 | 49,4 | 41 – 40 | 39 – 42 |
| New York Mets         | 162 | 79 | 83 | 48,8 | 47 – 34 | 32 – 49 |
| Washington Nationals  | 162 | 69 | 93 | 42,6 | 41 – 40 | 28 – 53 |

| Tým                 | Z   | V  | P   | %    | doma    | venku   |
| ------------------- | --- | -- | --- | ---- | ------- | ------- |
| Cincinnati Reds     | 162 | 91 | 71  | 56,2 | 49 – 32 | 42 – 39 |
| St. Louis Cardinals | 162 | 86 | 76  | 53,1 | 52 – 29 | 34 – 47 |
| Milwaukee Brewers   | 162 | 77 | 85  | 47,5 | 40 – 41 | 37 – 44 |
| Houston Astros      | 162 | 76 | 86  | 46,9 | 42 – 39 | 34 – 47 |
| Chicago Cubs        | 162 | 75 | 87  | 46,3 | 35 – 46 | 40 – 41 |
| Pittsburgh Pirates  | 162 | 57 | 105 | 35,2 | 40 – 41 | 17 – 64 |

| Západní divize \| Tým \| Z \| V \| P \| % \| doma \| venku \| \| -------------------- \| --- \| -- \| -- \| ---- \| ------- \| ------- \| \| San Francisco Giants \| 162 \| 92 \| 70 \| 56,8 \| 49 – 32 \| 43 – 38 \| \| San Diego Padres \| 162 \| 90 \| 72 \| 55,6 \| 45 – 36 \| 45 – 36 \| \| Colorado Rockies \| 162 \| 83 \| 79 \| 51,2 \| 52 – 29 \| 31 – 50 \| \| Los Angeles Dodgers \| 162 \| 80 \| 82 \| 49,4 \| 45 – 36 \| 35 – 46 \| \| Arizona Diamondbacks \| 162 \| 65 \| 97 \| 40,1 \| 40 – 41 \| 25 – 56 \| |     |    |    |      |         |         |
| Tým | Z   | V  | P  | %    | doma    | venku   |
| San Francisco Giants | 162 | 92 | 70 | 56,8 | 49 – 32 | 43 – 38 |
| San Diego Padres | 162 | 90 | 72 | 55,6 | 45 – 36 | 45 – 36 |
| Colorado Rockies | 162 | 83 | 79 | 51,2 | 52 – 29 | 31 – 50 |
| Los Angeles Dodgers | 162 | 80 | 82 | 49,4 | 45 – 36 | 35 – 46 |
| Arizona Diamondbacks | 162 | 65 | 97 | 40,1 | 40 – 41 | 25 – 56 |

## Play-off
|  | Čtvrtfinále           | Čtvrtfinále          |                       |   | Semifinále | Semifinále |  |  | Finále | Finále |
|  |                       |                      |                       |   |            |            |  |  |        |        |
|  |                       |                      |                       |   |            |            |  |  |        |        |
|  | Tampa Bay Rays        | 2                    |                       |   |            |            |  |  |        |        |
|  | Tampa Bay Rays        | 2                    |                       |   |            |            |  |  |        |        |
|  | Texas Rangers         | 3                    |                       |   |            |            |  |  |        |        |
|  | Texas Rangers         | 3                    | Texas Rangers         | 4 |            |            |  |  |        |        |
|  |                       |                      | Texas Rangers         | 4 |            |            |  |  |        |        |
|  |                       | New York Yankees     | 2                     |   |            |            |  |  |        |        |
|  | Minnesota Twins       | New York Yankees     | 2                     | 0 |            |            |  |  |        |        |
|  | Minnesota Twins       |                      |                       | 0 |            |            |  |  |        |        |
|  | New York Yankees      | 3                    |                       |   |            |            |  |  |        |        |
|  | New York Yankees      | 3                    | Texas Rangers         | 1 |            |            |  |  |        |        |
|  |                       |                      | Texas Rangers         | 1 |            |            |  |  |        |        |
|  |                       | San Francisco Giants | 4                     |   |            |            |  |  |        |        |
|  | Philadelphia Phillies | San Francisco Giants | 4                     | 3 |            |            |  |  |        |        |
|  | Philadelphia Phillies |                      |                       | 3 |            |            |  |  |        |        |
|  | Cincinnati Reds       | 0                    |                       |   |            |            |  |  |        |        |
|  | Cincinnati Reds       | 0                    | Philadelphia Phillies | 2 |            |            |  |  |        |        |
|  |                       |                      | Philadelphia Phillies | 2 |            |            |  |  |        |        |
|  |                       | San Francisco Giants | 4                     |   |            |            |  |  |        |        |
|  | San Francisco Giants  | San Francisco Giants | 4                     | 3 |            |            |  |  |        |        |
|  | San Francisco Giants  |                      |                       | 3 |            |            |  |  |        |        |
|  | Atlanta Braves        | 1                    |                       |   |            |            |  |  |        |        |
|  | Atlanta Braves        | 1                    |                       |   |            |            |  |  |        |        |